# Samuel Fischer (Pfarrer)

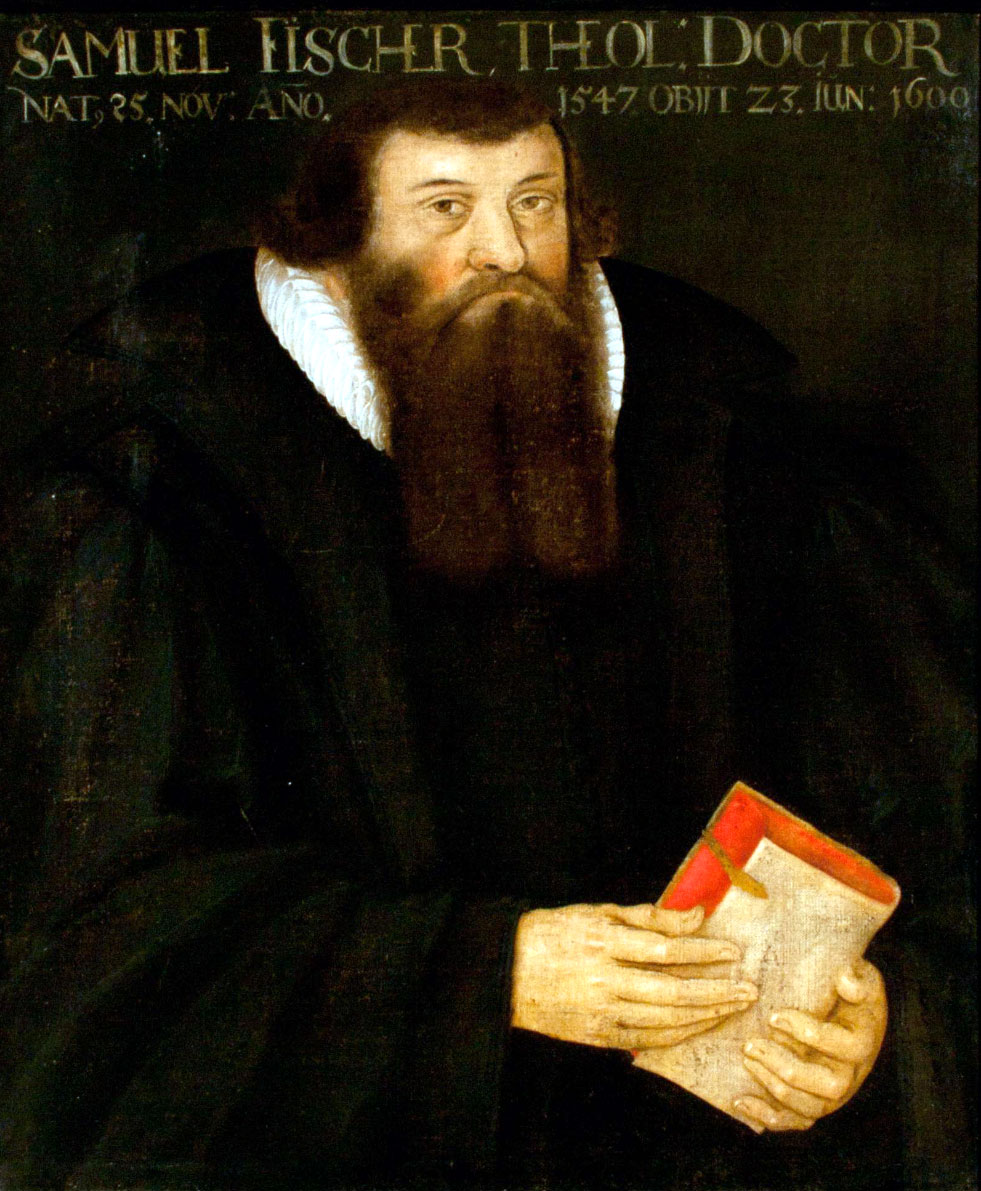
Samuel Fischer

Samuel Fischer (* 25. November 1547 in Sankt Joachimsthal; † 22. Juni 1600 in Jena) war Pfarrer und Superintendent sowie Professor.

## Leben
Samuel Fischer stammt aus der böhmischen Bergstadt St. Joachimsthal. Sein Vater war der Bürger Jakob Fischer und seine Mutter war Anne Richter. Zu seinen Taufpaten gehörten neben dem Bürgermeister auch der dortige Pfarrer Johannes Mathesius. Fischer besuchte die Schule seiner Heimatstadt und erhielt Unterricht insbesondere von Michael Geiring, dem späteren Pfarrer der St.-Moritzkirche zu Halle (Saale).
Auf Anraten seines Vetters Christoph Fischer verließ er schon frühzeitig das Erzgebirge und besuchte die Fürstenschule Schleusingen in der Grafschaft Henneberg. Am 21. September 1561 immatrikulierte er sich an der Universität Wittenberg, wo er sich am 29. August 1570 den akademischen Grad eines Magisters der philosophischen Wissenschaften erwarb. Sein erstes Amt war (seit 1567) das Kantorat an der sog. Stiftsschule in Schmalkalden, wo er gleichzeitig auch das Diakonat an der Bergkirche verwaltete. In Schmalkalden heiratete er am 10. Oktober 1569 Ottilia Wilhelm, die Tochter des dortigen landgräflich-hessischen Rentmeisters, Balthasar Wilhelm, bei dem Martin Luther und Philipp Melanchthon im Jahr 1537 zu Gast gewesen waren.
Im Jahr 1572 wurde Fischer von Fürst Poppo von Henneberg zum Hofprediger in Burgbreitungen berufen. Dieses Amt übte er bis ein Jahr nach Poppos Tod aus.
Aus der gefürsteten Grafschaft Henneberg wurde er 1576 als Pfarrer in die Bergstadt Schneeberg berufen, wo er zwei Jahre wirkte und den dortigen Kirchenbau tatkräftig unterstützte. Allerdings hätte er in Schneeberg wegen Größe der Kirchen immer schwach und kranck gelegen. Daher muss es Samuel Fischer wohl sehr angenehm gewesen sein, als er 1578 die Stelle des Pfarrers und Superintendentens in Oelsnitz übernehmen konnte, wo er sechs Jahre seines Lebens verbrachte.
Auf Bitten von Bürgermeister und Rat der Stadt Meißen erhielt er auf persönliche Anordnung des Kurfürsten August  von Sachsen im Jahr 1583 die Stelle des Meißnischen Superintendenten, die vor ihm Nikolaus Jagenteufel innegehabt hatte, der damals als Generalsuperintendent nach Weimar ging. In Meißen blieb Samuel Fischer fünf Jahre, bis er 1588 als Pfarrer in die kaiserlich freie Bergstadt nach Schlaggenwald berufen wurde. Er wechselte aus Kursachsen nur ungern in seine alte Heimat, das Königreich Böhmen, und nutzte die sich ihm bietende Gelegenheit, um in der thüringischen Universitätsstadt Jena am 25. November 1589 zum Doktor der Theologie zu promovieren. Bereits drei Tage nach der Verleihung des Doktortitels wurde ihm von einem Beauftragten des Landesherrn das Angebot unterbreitet, Professor, Pfarrer und Superintendent in Jena zu werden, was er dankend annahm. Am 17. April 1590 zog Samuel Fischer mit seiner Familie nach Jena. Als Doktor der Theologie und Professor an der Theologischen Fakultät der Universität sowie als Pfarrer und Superintendent leistete er vorbildliche Dienste für die Universitätsstadt. Er beteiligte sich auch an den organisatorischen Aufgaben der Salina und war in den Wintersemestern 1591 sowie 1597 Rektor der Alma Mater. Am 2. April 1600 hielt er seine letzte öffentliche Predigt. Einen Tag später zwangen ihn große Schmerzen auf das Krankenlager. Er erholte sich nicht wieder und verstarb am 22. Juni 1600. Zwei Tage später wurde er in der Pfarrkirche Jena bestattet.